# Grytviken
Grytviken er den eneste by på South Georgia og South Sandwich Islands. Byen blev i november 1904 etableret af nordmanden Carl Anton Larsen. Bortset fra forskere på den nærliggende station King Edward Punkt og nogle turister, bor der kun tre personer på øen: marineofficer Pat Lurcock, hans kone og deres fælles søn. Tim og Pauline Carr, der i mange år drev South Georgia Museum bor ikke længere på øen.